# Bażyny (stacja kolejowa)
Bażyny – zlikwidowana stacja kolejowa w Bażynach, w gminie Orneta, w powiecie lidzbarskim w województwie warmińsko-mazurskim, w Polsce. Położona na linii kolejowej z Dobrów do Ornety. Linia ta została ukończona w 1926 roku. Została rozebrana w 1945 roku.